# Ainigmabolus chisholmi
Ainigmabolus chisholmi är en mångfotingart som beskrevs av Karl Wilhelm Verhoeff 1937. Ainigmabolus chisholmi ingår i släktet Ainigmabolus och familjen Trigoniulidae. Inga underarter finns listade i Catalogue of Life.